# Monilia

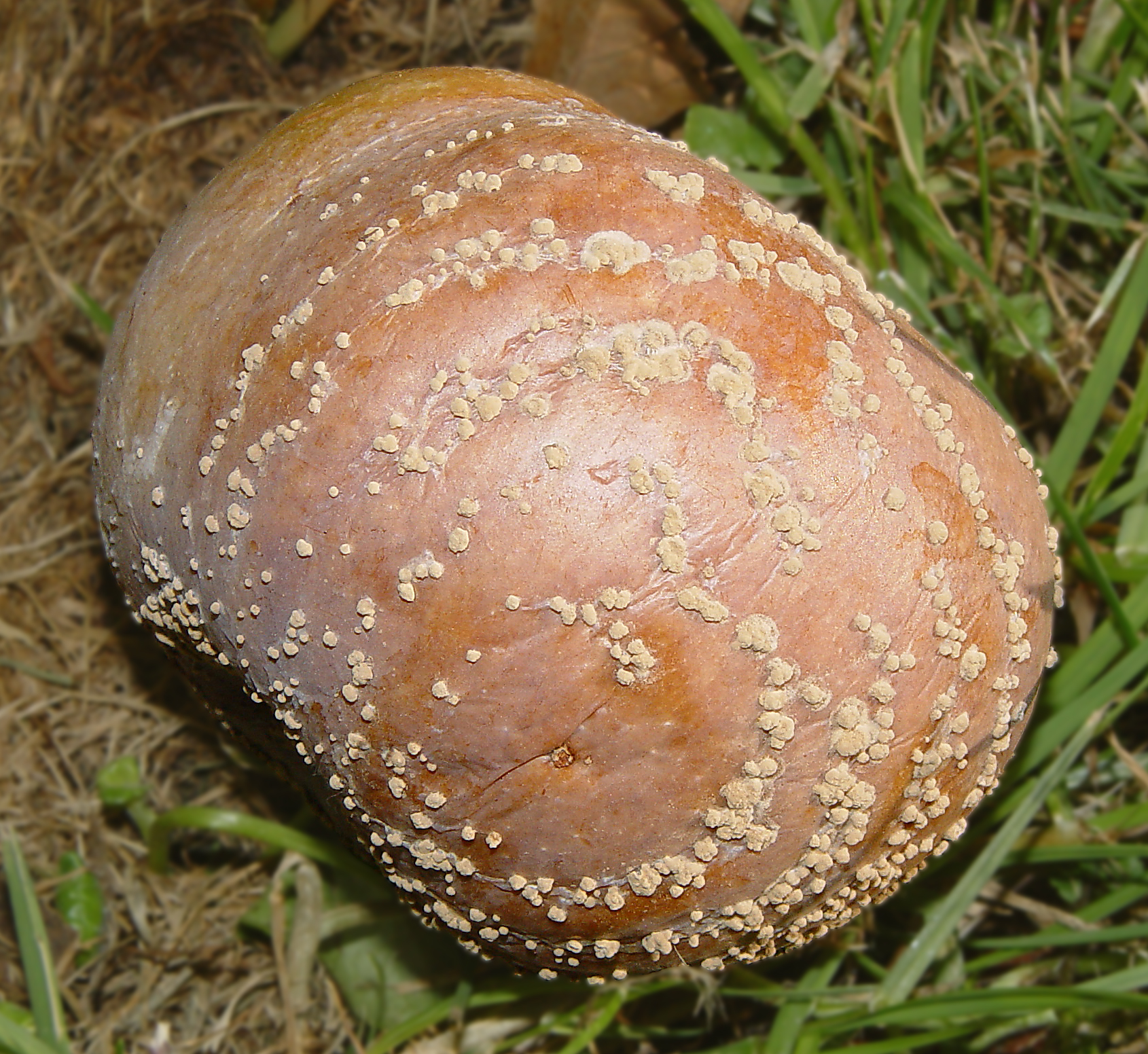
Monilia på ett äpple

Monilia är ett släkte av svampar inom sporsäcksvampar. Monilia laxa och Monilia fructigena som främst drabbar äpple- och päronträd, medan Monilia cinerea (stenfruktmögel) främst drabbar bland annat körsbär och plommon.
Monilia laxa kallas blom- och grentorka eller grå monilia på svenska (har även kallats kärnfruktmögel). Den gör att angripna blomklasar vissnar direkt efter blomningen. Monilia laxa kan sprida sig in i veden och gör att grenen sakta tynar bort. Denna monilia kan bara åtgärdas genom beskärning av angripna grenar.

Monilia fructigena kallas fruktmögel eller gul monilia. Den angriper bara frukterna. För att undvika denna bör man kartgallra tidigt på säsongen.

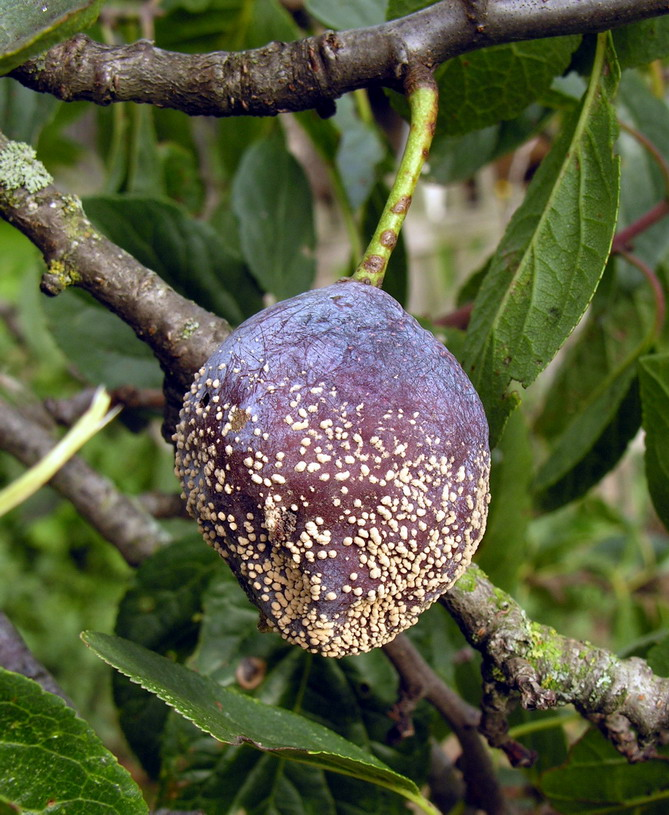
Monilia laxa
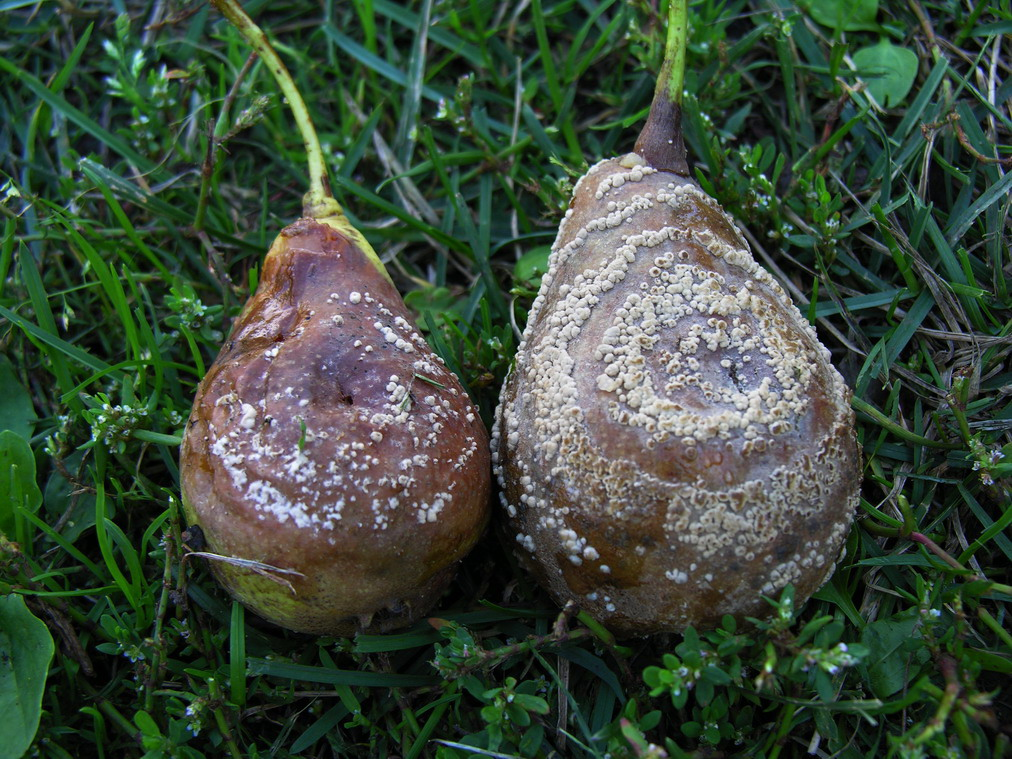
Monilia fructigena
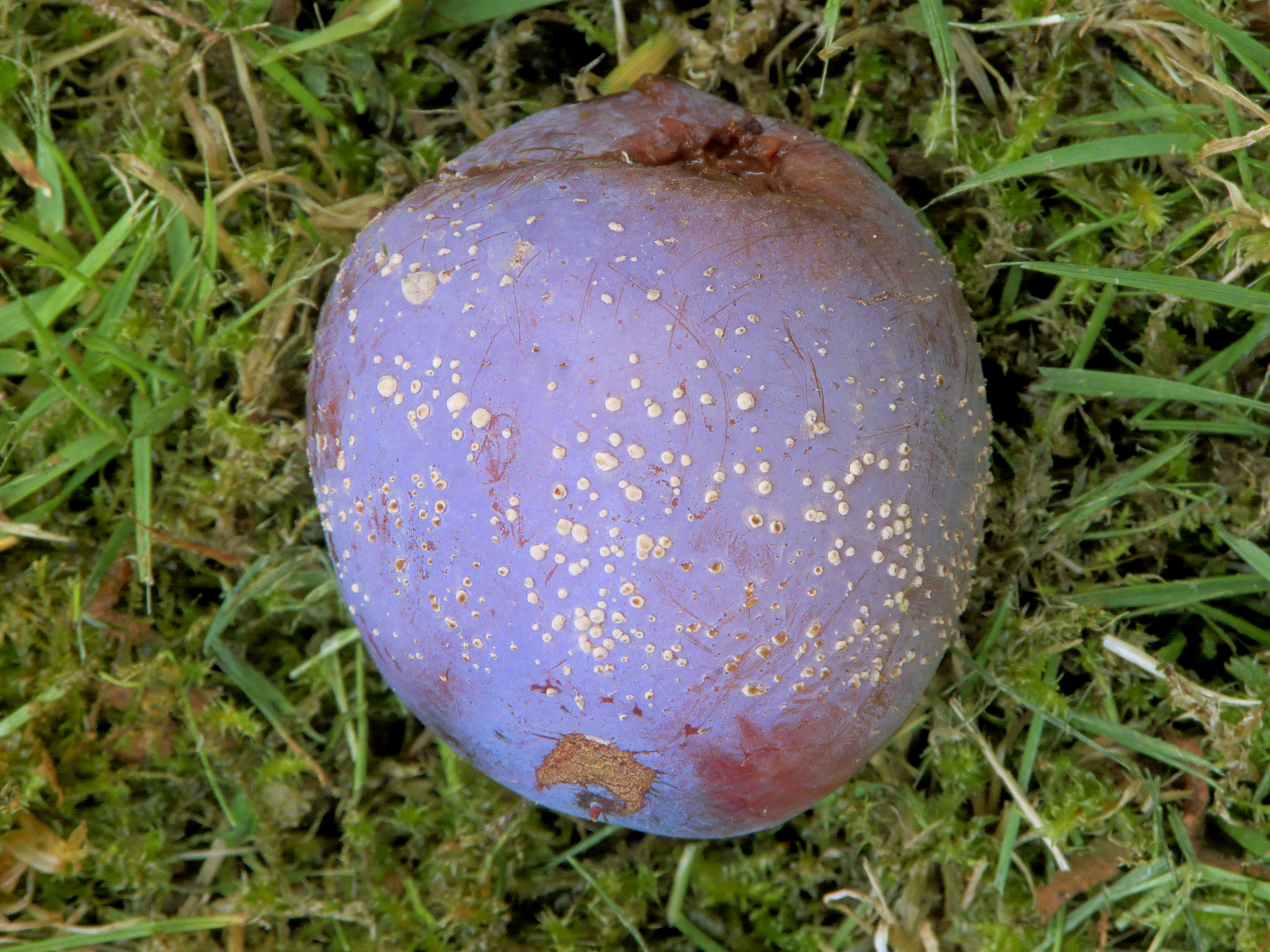
Plommon "Opal" med Monilia fructigena.
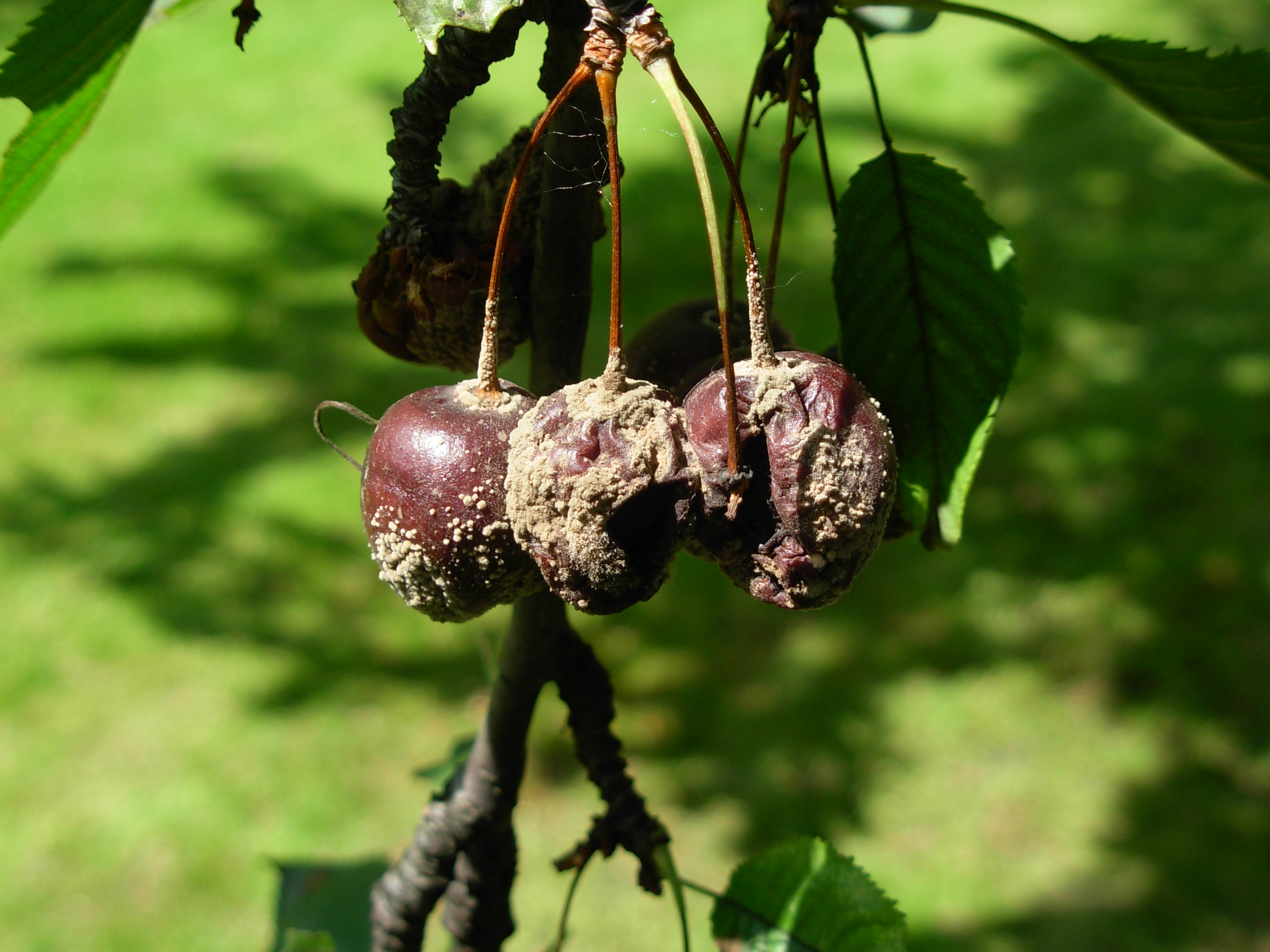
Angrepp på körsbär.